# Jan Hedengård
Jan Hedengård, född 25 juli 1963 i Malmö är en svensk tidigare volleybollspelare, tysk medborgare från 1997. Hedengård spelade totalt 386 landskamper för Sverige. Med dem tog han silver vid EM 1989. Totalt deltog han vid fem europamästerskap, två världsmästerskap och ett OS (1988). 
Med sina klubbar blev han svensk mästare tre gånger (1984-1986), vann turkisk mästerskapet och cupen 1996 och tyska mästerskapet och cupen 1998.

### Fotnoter
1. ↑  ”Lega Pallavolo Serie A spelar-ID”. https://www.legavolley.it/player/HED-JAN. Läst 7 maj 2022.
2. 1 2 3  ”Svenskt volleybollarkiv” (på engelska). Svenska Volleybollförbundet. https://volleybollarkiv.exaf.se/volleyboll/svenska-mastare. Läst 5 november 2023.
3. ↑  ”1984/1985 Senior European Championships” (på engelska). Confédération Européenne de Volleyball. https://www-old.cev.eu/Competition-Area/competition.aspx?ID=274&PID=582. Läst 21 oktober 2023.
4. ↑  ”1986/1987 Senior European Championships” (på engelska). Confédération Européenne de Volleyball. https://www-old.cev.eu/Competition-Area/competition.aspx?ID=275&PID=583. Läst 21 oktober 2023.
5. ↑  ”Olympedia”. https://www.olympedia.org/results/37404.
6. ↑  ”1988/1989 Senior European Championships” (på engelska). Confédération Européenne de Volleyball. https://www-old.cev.eu/Competition-Area/competition.aspx?ID=276&PID=585. Läst 7 april 2023.
7. ↑  Todor Krastev. ”Men Volleyball XII World Championship 1990 Rio de Janeiro (BRA) - 18-28.10 - Winner Italy” (på engelska). http://www.todor66.com/volleyball/World/Men_1990.html. Läst 2 december 2023.
8. ↑  ”1990/1991 Senior European Championships” (på engelska). Confédération Européenne de Volleyball. https://www-old.cev.eu/Competition-Area/Competition.aspx?ID=277&PID=586. Läst 21 oktober 2023.
9. ↑  ”1992/1993 Senior European Championships” (på engelska). Confédération Européenne de Volleyball. https://www-old.cev.eu/Competition-Area/Competition.aspx?ID=278&PID=588. Läst 21 oktober 2023.
10. ↑  ”Jan Hedengård”. Webb4sport. Arkiverad från originalet den 12 oktober 2013. https://web.archive.org/web/20131012060104/http://www.web4sport.com/arkiv_b/arkiv/volleyboll/hedengard_jan.html. Läst 11 oktober 2013.